# Bosnie-Herzégovine aux Jeux olympiques d'hiver de 2010
Cet article contient des informations sur la participation et les résultats de la Bosnie-Herzégovine aux Jeux olympiques d'hiver de 2010 à Vancouver au Canada. C'était sa 5e participation aux Jeux olympiques d'hiver.

## Cérémonies d'ouverture et de clôture

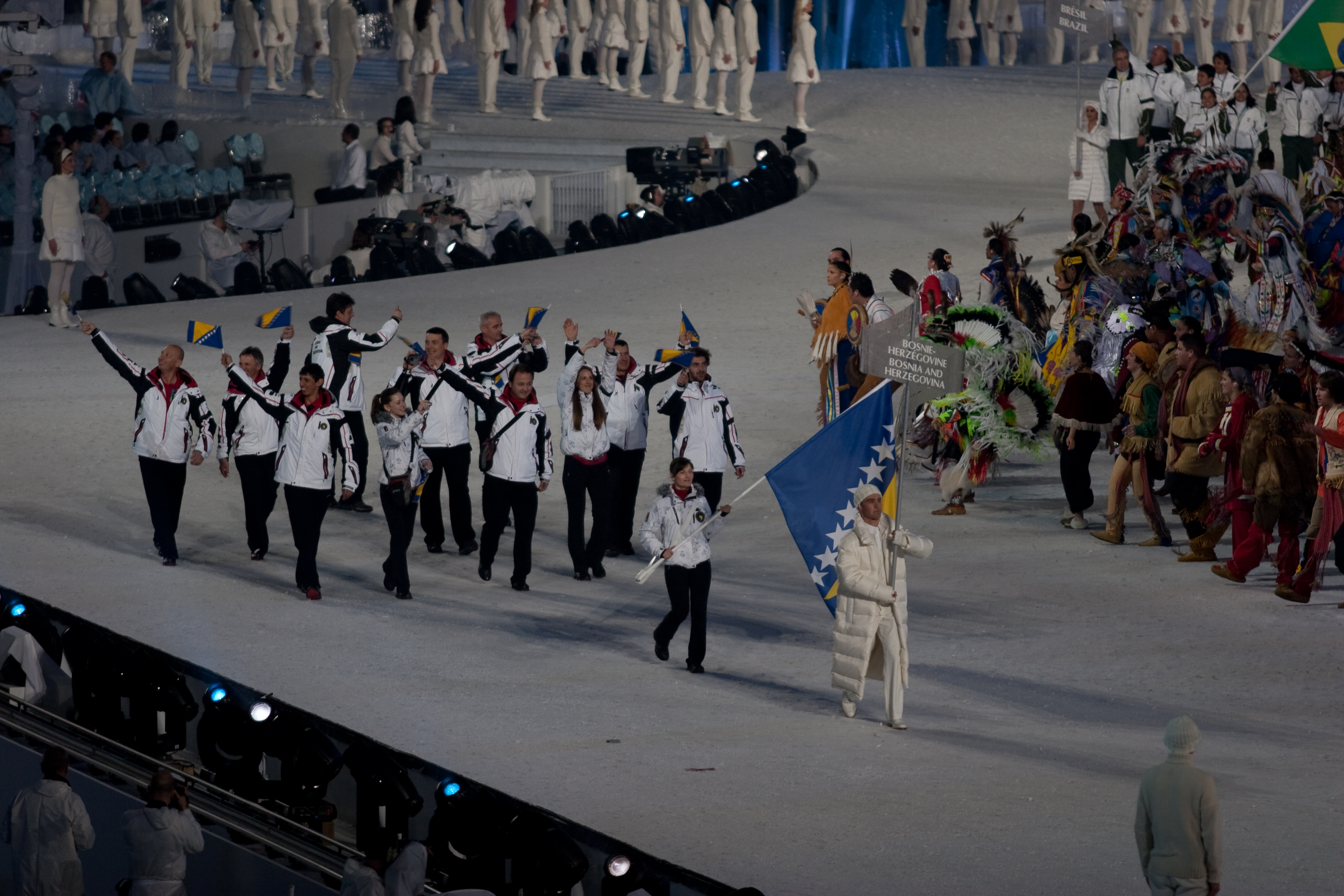
Entrée de la délégation bosnienne lors de la cérémonie d'ouverture.

Comme cela est de coutume, la Grèce, berceau des Jeux olympiques, ouvre le défilé des nations, tandis que le Canada, en tant que pays organisateur, ferme la marche. Les autres pays défilent par ordre alphabétique. La Bosnie-Herzégovine est la treizième des 82 délégations à entrer dans le BC Place Stadium de Vancouver au cours du défilé des nations durant la cérémonie d'ouverture, après les Bermudes et avant le Brésil. Cette cérémonie est dédiée au lugeur géorgien Nodar Kumaritashvili, mort la veille après une sortie de piste durant un entraînement. Le porte-drapeau du pays est la skieuse alpine Žana Novaković.
Lors de la cérémonie de clôture qui se déroule également au BC Place Stadium, les porte-drapeaux des différentes délégations entrent ensemble dans le stade olympique et forment un cercle autour du chaudron abritant la flamme olympique. Le drapeau bosnien est alors porté par un autre skieur alpin, Marko Rudić.

## Engagés par sport

### Biathlon
| Nom           | Épreuve            |
| ------------- | ------------------ |
| Tanja Karišik | Sprint dames (88e) |

### Ski alpin
| Nom            | Épreuve                                              |
| -------------- | ---------------------------------------------------- |
| Maja Klepić    | Slalom dames (abandon 2e manche), slalom géant (52e) |
| Žana Novaković | Slalom dames (40e), slalom géant (41e)               |
| Marko Rudić    | Slalom messieurs (36e), slalom géant (58e)           |

### Ski de fond
| Nom               | Épreuve               |
| ----------------- | --------------------- |
| Tanja Karišik     | 7,5 km dames (72e)    |
| Mladen Plakalović | 15 km messieurs (78e) |

## Diffusion des Jeux en Bosnie-Herzégovine
Les Bosniens peuvent suivre les épreuves olympiques en regardant la chaîne BHT 1, ainsi que sur le câble et le satellite sur Eurosport. Eurosport et Eurovision permettent d'assurer la couverture médiatique bosnienne sur Internet.